# Shirley R. Steinberg
Shirley R. Steinberg és professora d'Estudis juvenils a la Universitat de Calgary. És directora i cofundadora de The Paulo and Nita Freire International Project for Critical Pedagogy i va ser fundadora del Centre for Youth Leadership Studies de la Fundació Werklund de la Universitat de Calgary. També és assessora educativa i directora teatral. La seva recerca s'enfoca en els àmbits de la pedagogia crítica, de la cultura juvenil i urbana. Amb la seva tasca promou que l'educació és una eina bàsica per assolir una societat justa i igualitària. Sobre aquestes qüestions ha escrit diferents llibres, entre els quals els més destacats són Critical Youth Studies Reader (2014), Kinderculture: The Corporate Construction of Childhood (2011), 19 Urban Questions: Teaching in the city (2010) i traduït al castellà, Pensando «queer» (Grao, 2005). Ha traduït a l'anglès El amor en la sociedad del riesgo, del professor Jesús Gómez (Radical Love, 2014), on es fa un estudi que aprofundeix en els tòpics sobre l'amor, en l'àmbit de les relacions afectives en la gent jove. Ha participat en moltes revistes i, entre elles, va ser editora fundadora de Taboo: The Journal of Culture and Education conjuntament amb Joe L. Kincheloe.